# Серый мышиный лемур
Серый мышиный лемур, или мышиный лемур, или миллеровский лемур (Microcebus murinus) — это мелкий лемур, встречающийся только на Мадагаскаре. При весе от 58 до 67 граммов он является самым крупным представителем рода мышиных лемуров (Microcebus), куда относятся все самые мелкие в мире приматы. Своё европейское название этот вид получил за своё сходство с мышью в размерах и окраске, на Мадагаскаре же он известен под такими аборигенными названиями как: tsidy, koitsiky, titilivaha, pondiky и vakiandry. Виды из рода мышиных лемуров практически неотличимы друг от друга внешне, однако являются разными видами, так как при скрещивании не дают плодовитого потомства. Из-за такого внешнего сходства долгое время считалось, что в этом роде есть только 1 вид — серый мышиный лемур.
Как и все мышиные лемуры, серый мышиный лемур — ночное древесное животное. Он очень активен. Питается в одиночку, но спят эти лемуры группами в дуплах деревьев. Сухие и прохладные зимние месяцы проводит в спячке, что для приматов нехарактерно. Живёт в лесах западного и северного Мадагаскара. Питается в основном плодами, насекомыми, цветами, а также нектаром. Естественными врагами этого вида являются совы, змеи, а также ряд эндемичных для Мадагаскара хищных млекопитающих. Примерно каждый четвёртый серый мышиный лемур становится жертвой хищника; у других приматов этот показатель ниже. Но эти потери быстро навёрстываются за счёт быстрого размножения. Размножение сезонное, партнёры определяют видовую принадлежность друг друга по голосу — это нужно для предотвращения гибридизации с другими видами рода, очень похожими внешне (см. выше). Беременность длится примерно 60 дней, в помёте обычно 2 детёныша. В двухмесячном возрасте эти детёныши уже самостоятельны, а начиная с годовалого возраста — могут размножаться. В возрасте 6 лет размножение прекращается. В неволе доживают до 15 лет.
Основные угрозы, с которыми сталкивается этот вид: разрушение среды обитания (исчезновение лесов, где живёт этот лемур), а также отлов серых мышиных лемуров для продажи в качестве домашних животных. Несмотря на это, он считается самым многочисленным из аборигенных мелких млекопитающих Мадагаскара. Однако в долгосрочной перспективе на численности этого вида может отрицательно сказаться глобальное потепление.
В списках МСОП проходит как вид, вызывающий наименьшие опасения.

## Экология вида
Как и все виды из семейства карликовых лемуров, серый мышиный лемур — ночное древесное животное. Он обитает в равнинных сухих тропических лесах, колючих кустарниковых зарослях полузасушливого пояса, пойменных вечнозелёных лесах, так называемых «мадагаскарских колючих лесах» (англ. «Madagascar spiny thickets»), прибрежных лесах на восточном побережье острова, мадагаскарских сухих листопадных лесах (англ. «Madagascar dry deciduous forests»), полусухих листопадных лесах, равнинных влажных тропических лесах, лесах различных переходных типов, а также во вторичных лесах, на вырубках и плантациях сельхозкультур. Живёт на высоте до 800 метров над уровнем моря. В первичных лесах встречается реже, чем во вторичных. Живёт также в буше и кустарниковых зарослях, где предпочитает передвигаться по тонким веткам и лианам. Чаще всего встречается среди веток диаметром менее 5 см. В лесу же предпочитает нижние ярусы и подлесок, где ветки и растения толще и более надёжны как опора.
Во вторичных лесах живёт на высотах до 10 метров, в первичных — поднимается в полог леса на 15-30 метров от земли.
40 % своего времени проводит на высотах до 3 метров над землёй, причём 70 % этого времени приходится на конец сухого сезона, когда растительной пищи мало и зверёк вынужден активно охотиться на насекомых. Более многочислен в колючих лесах, например в национальном парке «Andohahela», в пойменных лесах встречается реже. В отличие от бурого мышиного лемура, чаще встречающегося в дождевых тропических лесах в глубине суши, предпочитает более сухие прибрежные леса.
Всеяден, в основном поедает плоды и насекомых. Также питается и нектаром, что делает его потенциальным опылителем ряда местных растений.

## Естественные враги
Основные естественные враги серого мышиного лемура — это мадагаскарская ушастая сова и обыкновенная сипуха. Каждый год 25 % серых мышиных лемуров становятся жертвами хищников. Однако эти потери компенсируются за счёт быстрых темпов размножения. Другие совы, а также ястреб Хенста (англ. «Henst’s Goshawk») также охотятся на этот вид. Змеи, например местные ужеобразные, а также мадагаскарский древесный удав, равно как и хищные млекопитающие: кольцехвостый мунго, узкополосый мунго, фосса и домашние собаки — также охотятся на серых мышиных лемуров. Хищные млекопитающие обычно разоряют спальные дупла этих зверьков, расширяя вход в дупло, а потом вытаскивая и поедая его владельца. Это приводит к значительному отбору, заставляя мышиных лемуров выбирать более глубокие дупла с более узкими входами.
От хищников обычно убегает, хотя наблюдались и случаи коллективной обороны.

## Поведение
Серый мышиный лемур — ночное животное, днём он спит в выстланном листьями дупле или в шарообразном гнезде, которое специально строит из отмерших листьев, мха и небольших веток. Питается обычно в одиночку, ночью, но днём может спать и в однополой группе. В одном дупле может спать до 15 лемуров, при этом к групповому сну более склонны самки, самцы же предпочитают спать в одиночку.
Ночью очень активны. Быстро и суетливо бегают, подобно мышам. Прыгают на расстояния до 3 метров, используя хвост в качестве балансира. При движении по тонким веткам хватаются за опору всеми 4 руками. По земле же передвигаются прыжками, как лягушка. Впрочем, на землю спускаются редко — или чтобы поохотиться на насекомых, или чтобы пересечь открытый участок на пути к нужному дереву.
Едят часто очень медленно. Как было сказано, за насекомыми охотятся в основном на земле. Перед тем, как спуститься — на слух (уши движутся независимо друг от друга) определяют точное местоположение будущей жертвы. Быстрым броском сквозь листья лемур хватает насекомое и несёт его в пасти на дерево, где спокойно ест. Важную роль в такой охоте играет зрение.
Серые мышиные лемуры всеядны. Основу их питания составляют плоды растений и беспозвоночные. Отдельные популяции специализируются на тех плодах, которые доступны в их местах обитания. Охотиться предпочитают на жуков, но также едят и ночных бабочек, богомолов, фонарниц (Fulgoridae), сверчков, тараканов и пауков. При этом насекомые составляют меньше половины рациона, в основном эти лемуры питаются всё же плодами. Также едят цветы, нектар и смолу молочаев и терминалий, листья. Поедают и мелких позвоночных: древесных лягушек, гекконов, хамелеонов. Эта всеядность позволяет серым мышиным лемурам приспосабливаться к сезонным и иным изменениям.

## Охранный статус
В 1975 серый мышиный лемур был внесён в Приложение 1 к Конвенции по Международной Торговле Вымирающими Видами Дикой Фауны и Флоры. Это значит, что он был признан видом, стоящим перед угрозой вымирания, и торговля серыми мышиными лемурами была запрещена (за исключением случаев некоммерческого использования этих животных, например, для научных исследований). Однако с 2009 этот вид исключён из Приложения 1 к указанной Конвенции. В 2008 МСОП признал серого мышиного лемура видом, вызывающим наименьшие опасения, демонстрирующим тенденцию к снижению численности. Наиболее значительными угрозами для этого вида являются: разрушение среды обитания в результате подсечно-огневого земледелия и выпаса скота, а также (на северной и южной окраинах ареала) охота с целью продажи в качестве экзотического домашнего животного. Хотя это животное и заселяет вторичные леса, численность его в таких лесах ниже — здесь меньше дупл, а значит меньше возможностей для нормального сна, что приводит к стрессу и повышенной смертности. Значительная вырубка лесов на Мадагаскаре в 1968—1970 для серого мышиного лемура была чревата: снижением массы тела зверьков, строительством гнёзд на более молодых деревьях, снижением максимального размера «днюющей» группы самок (с 15 особей до 7). Также существует опасение, что, хотя ежедневная спячка и помогает этому лемуру пережидать умеренные периоды голода, долгосрочное сокращение доступных виду пищевых ресурсов (следствие глобальных климатических изменений) может оказать значительное отрицательное влияние на выживание серого мышиного лемура как вида.
Серый мышиный лемур считается одним из самых распространённых аборигенных мелких млекопитающих Мадагаскара. Он охраняется в 7 национальных парках, 5 заказниках, частном заповеднике Бэрэнти (англ. «Berenty Reserve»), а также в иных частных охраняемых лесах на территории природоохранной зоны Мандэна (англ. «Mandena Conservation Zone»).
Хорошо размножается в неволе, хотя — в отличие от более крупных дневных лемуров — редко демонстрируется в зоопарках. В 1989 370 особей этого вида содержались в зоопарках США и Европы, 97 % из них были рождены в неволе. В марте 2009 ISIS зарегистрировала 167 особей в 29 зоопарках.